# Вужиний Цар
Вужиний Цар (також — Вужиний Король) (біл. Вужыны Цар) — персонаж білоруської міфології, лісовий дух — найстаріша змія та цар й покровитель усіх рептилій, а також хранитель підземних скарбів. Він завжди носить на голові свою золоту корону, яка підкреслює його статус. Є батьком лісових духів — Вужалок.

## Опис
Вужиний Цар є найстарішою змією, царем змій і покровителем усіх рептилій. Завжди постає у вигляді змії величезного розміру з золотою короною на голові й палаючими очима золотого забарвлення.
Корона Короля Змій повністю покрита золотом та складається з мілких ріжків, які мають магічні властивості — будь-яка жива істота, якій вдасться заволодіти нею, здобуде можливість розуміти мову звірів, птахів і рослин, а також зможе читати чужі думки. Той, хто заволодів короною, матиме неймовірну удачу й буде захищений від будь-яких отрут. Крім того, корона здатна допомогти своєму власникові відкрити будь-який замок і знайти будь-який скарб.
Добути фрагмент корони вельми просто: потрібно на шляху Вужиного Царя і його підданих постелити скатертину або білий рушник, на нього покласти хліб-сіль і низько, до землі, вклонитися королю. Після чого той, переповзаючи через рушник, у знак подяки може обдарувати одним з ріжків своєї золотої корони. Однак, той, хто надумає вкрасти корону або отримати її хитрістю — відразу буде приречений: за ним будуть гнатися всі змії короля, викрадач буде проклятий, а якщо відмовиться кинути корону — його очікує страшна загибель.
Основним заняттям Вужиного Короля є захист підземних скарбів, хранителем яких він є. Також він стежить за тим, щоб ніхто не образив господаря, у якого жив або живе Вуж-домовик.
Щоб викликати Вужиного Короля на допомогу, потрібно запалити свічку, зроблену з жиру загиблого вужа. Після того як король побачить світло, він помститься за злодіяння, а згодом обдарує колишнього господаря вужа золотом.
На зиму Вужиний Цар веде всіх змій і рептилій у чарівний світ — Вирій, а на літо повертає їх додому.